# Miktoniscus spinosus
Miktoniscus spinosus là một loài chân đều trong họ Trichoniscidae. Loài này được Say miêu tả khoa học năm 1818.